# 東肯塔基大學

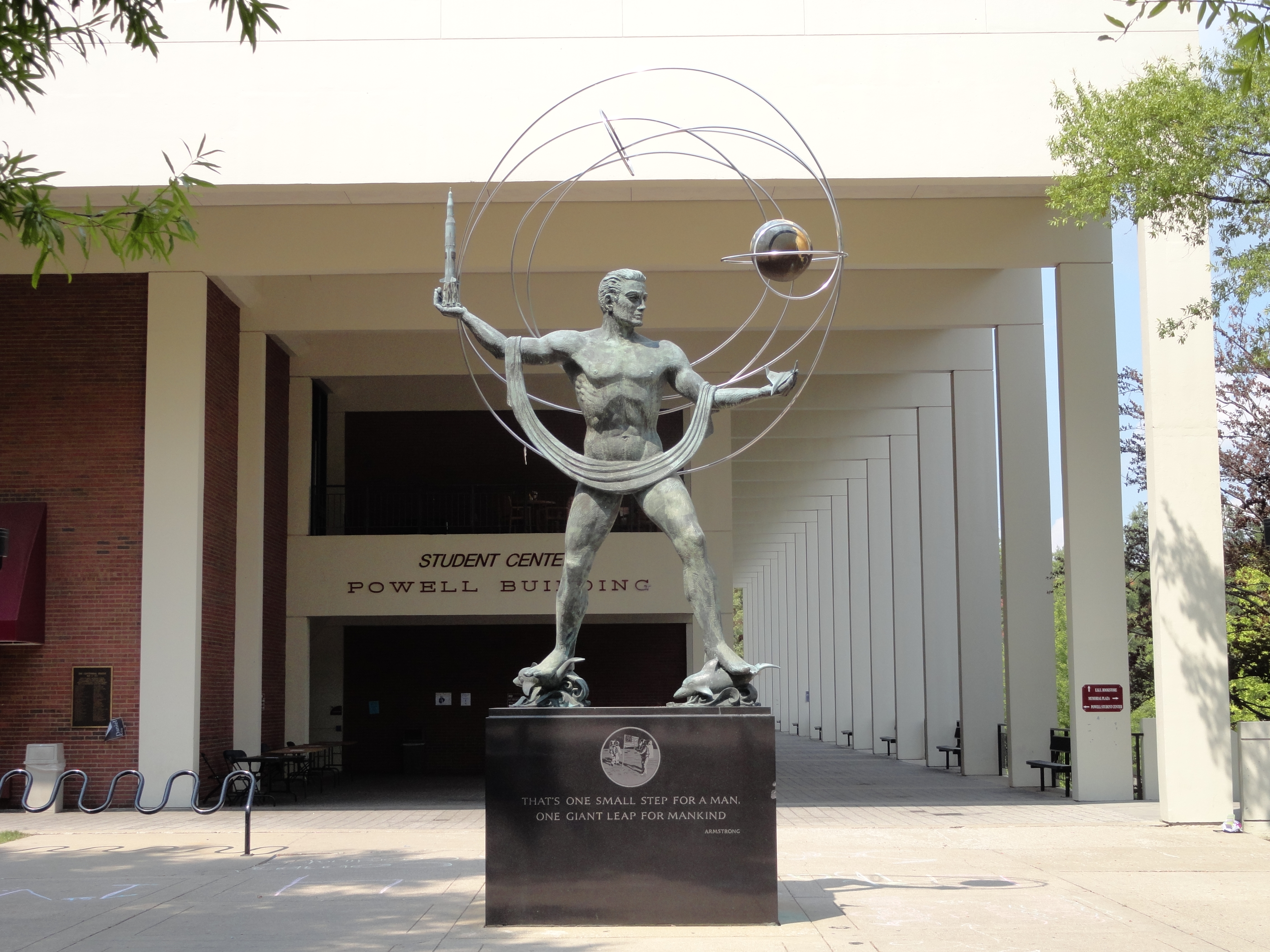

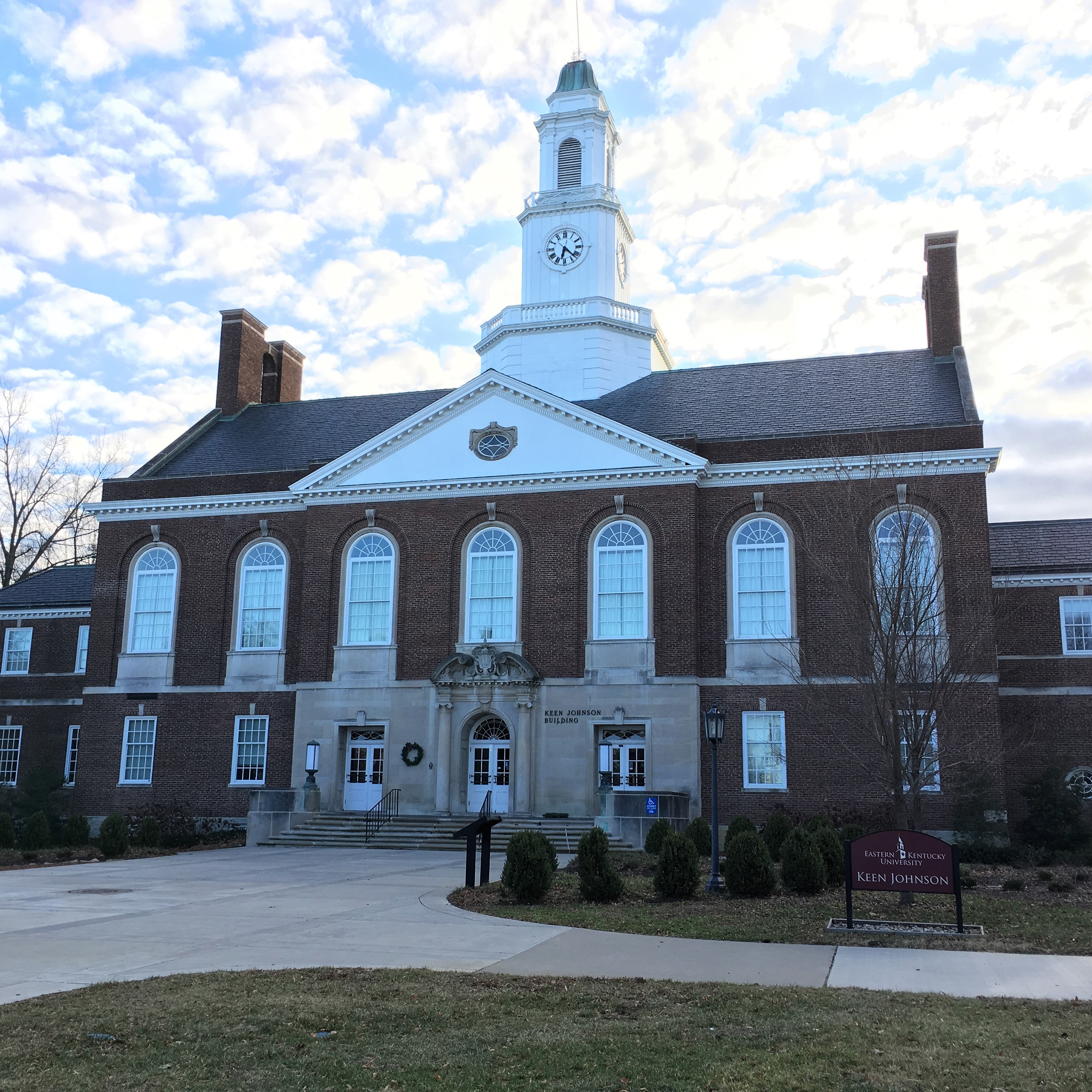
东肯塔基大学

东肯塔基大学（Eastern Kentucky University），是位于美国肯塔基州里奇蒙的一所公立大学。

## 历史
东肯塔基大学最早的前身是1874年在里奇蒙建立的中心大学。1901年，受困于资金困难和入学人数不足的中央大学和中心学院合并。1906年3月21日，政府颁布法令，设立东肯塔基州立第一师范学校1906年师范学校委员会选定之前中心大学的校园作为新学院的校址，也就是如今东肯塔基大学的校园所在。
1922年东肯塔基州立第一师范学校改名为东肯塔基州立师范学校和教师学院。1930年改名为东肯塔基州立教师学院。1966年起正式定名为东肯塔基大学。

### 校园扩建
2012年到2020年间，东肯塔基大学校园进行了扩建和整修，改建的建筑包括：
- 鲍威尔学生中心（2019–20）[7]
- New Rec Center (2019–20)[8]
- 凯斯食堂（2018）[8]
- 新戈特路德·胡德体育场（垒球场，2017）[9]
- Scholar House (2017)[10]
- 特纳大门（2016）[11]
- 约翰·格兰特·克拉比主图书馆的诺尔阅读门廊（2015）[12]
- 兰开斯特人行道（2015/2017）[13]
- 1971 Verdin Carillon bells (Keen Johnson Building) (2014)[14]
- 新科学楼（第一期，2012）[14]

## 知名校友
- J·C·W·贝克汉姆：美国参议员
- 他信·钦那瓦：前泰国首相